# Emil Lemcke

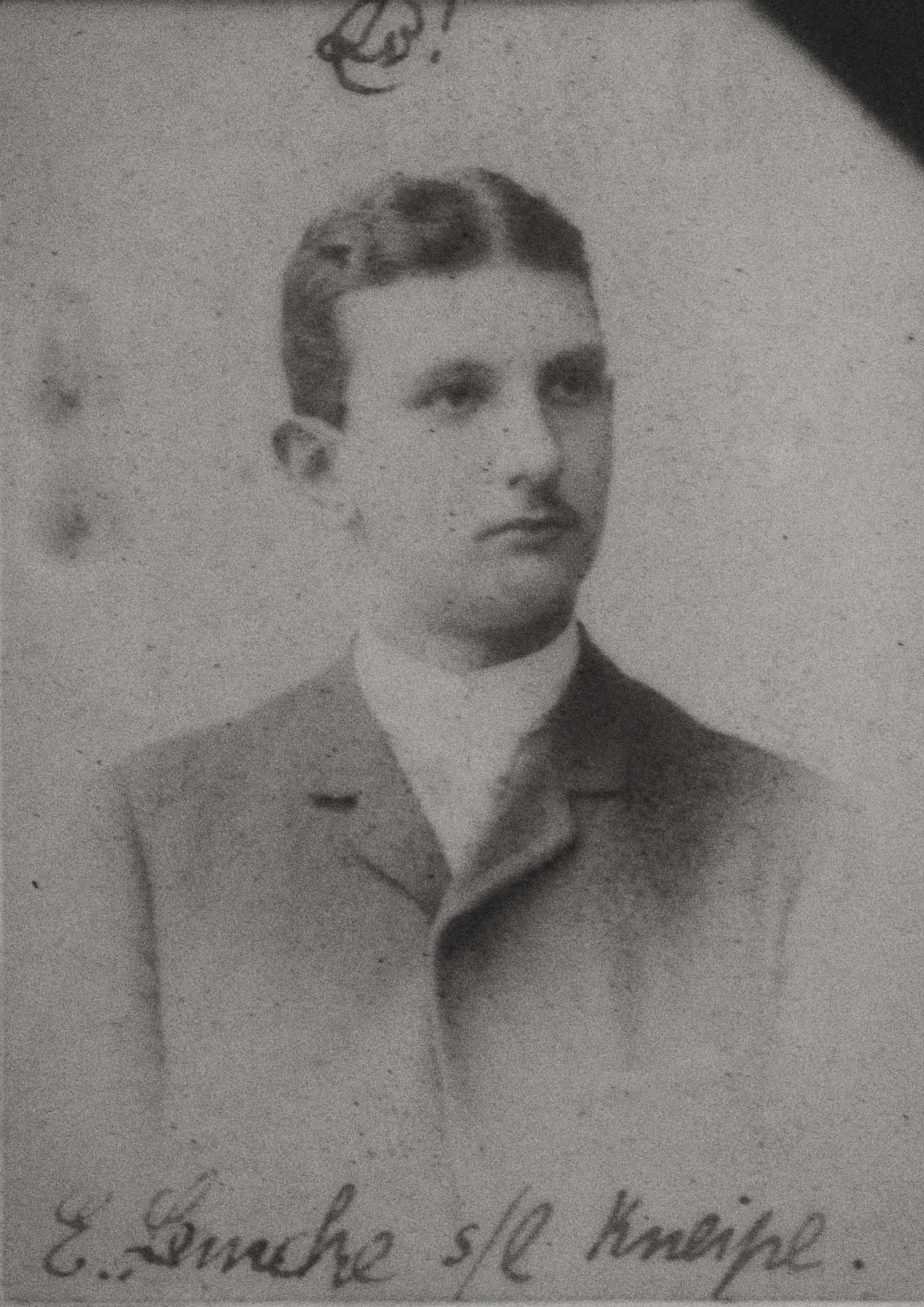
Emil Lemcke als Student (1889)

Emil Hans Heinrich August Lemcke (* 4. Januar 1870 in Groß Dratow; † 10. Januar 1946 in Schwerin) war ein deutscher Jurist und Oberkirchenratspräsident in Schwerin.

## Leben
Emil Lemcke wurde geboren als Sohn des Rittergutsbesitzers Carl Enoch Friedrich Lemcke auf Groß Dratow und dessen Frau Helene, geb. Fischer. Lemcke studierte, nachdem er zu Ostern 1889 das Abitur an der Großen Stadtschule Rostock bestanden hatte, Rechtswissenschaft an den Universitäten in Heidelberg, Berlin und Rostock. Zu Beginn seines Studiums trat Lemcke 1889 der Studentenverbindung Leonensia in Heidelberg bei.
Nach dem Studium begann Lemckes Berufsleben; zunächst 1893 als Referendar und 1898 als Amtsassessor in Neustadt i. Meckl. Zum Dr. jur. promovierte er im Januar 1899. Ab 1901 war er Amtsverwalter in Dargun, 1908 wurde er Zweiter Amtmann in Wismar, 1912 Erster Amtshauptmann in Wittenburg. Im April 1921 wurde er in Wittenburg zum Landdrost bestellt. 
Im April 1922 wurde Lemcke als juristisches Mitglied in den Schweriner Oberkirchenrat berufen. Im Juli 1925 wurde er Präsident des Oberkirchenrates der Evangelischen Landeskirche Mecklenburgs als Nachfolger des verstorbenen Gottfried Bierstedt. Diese Funktion übte er bis zur Machtübernahme durch die nationalsozialistischen Deutschen Christen aus, die den Oberkirchenrat nahezu komplett auswechselten, ihn zum 1. Februar 1934 zwangsbeurlaubten und Hermann Schmidt zur Nedden zu seinem Nachfolger ernannten. Seit 1900 war er Mitglied im Verein für mecklenburgische Geschichte und Altertumskunde. 1932 wurde Lemcke zum Dr. h. c. der Universität Rostock ernannt. 
Emil Lemcke war seit Mai 1899 verheiratet mit Margarete Charlotte Caroline Schlottmann (* 21. Mai 1879), der Tochter des Rostocker Geh. Sanitätsrats Dr. Carl Schlottmann. Lemcke starb wenige Tage nach seinem 76. Geburtstag in Schwerin. Das Gut der Vorfahren bewirtschaftete der Rittmeister a. D. Georg Lemcke.